# Metsaküla (Lääne-Saare)
Metsaküla – wieś w Estonii, w prowincji Saare, w gminie Kaarma. Pod koniec 2004 roku wieś zamieszkiwały 4 osoby.